# Kamrieng
Kamrieng es uno de los trece distritos que forman la provincia camboyana de Battambang, con una población estimada en marzo de 2008 de 51 053 habitantes. Está dividido en las siguientes  comunas (khum), que se muestran asimismo con población estimada de 2008:
- Boeng Reang 11,711
- Kamrieng 6,724
- Ou Da 6,755
- Ta Krei 11,841
- Ta Saen6,192
- Trang 7,830[1]